# Curetis celebensis
Curetis celebensis är en fjärilsart som beskrevs av Felder 1865. Curetis celebensis ingår i släktet Curetis och familjen juvelvingar. Inga underarter finns listade i Catalogue of Life.